# وقائع الجمعية الملكية
وقائع الجمعية الملكية هو العنوان الأساسي لدوريتين علميتين تنشران بواسطة الجمعية الملكية ( بالإنجليزية : Royal Society). كانت الدوريتان في الأصل دورية واحدة، لكنهما انقسمتا في عام 1905 إلى:
- السلسلة A، التي تنشر الأبحاث المرتبطة بالعلوم الرياضية والفيزيائية والهندسية.
- السلسلة B، والتي تنشر الأبحاث المرتبطة بعلم الأحياء.

الدوريتان الآن هما الدوريتان العلميتان الرئيسيتان للجمعية الملكية. الكثير من العلماء المحتفى بهم في مجال العلم نشروا بحوثهم في هاتين الدوريتين، ومنهم بول ديراك، وفيرنر هايزنبيرغ، وإرنست رذرفورد وإرفين شرودنغر.

## الوصول المفتوح
يمكن للمؤلفين جعل مقالاتهم مفتوحة الوصول فور نشرها ( تحت رخصة المشاع الإبداعي) بدفع تكلفة معالجة المقال المالية.
كل المقالات متاحة مجانًا على موقع الدوريتين بعد النشر بعام واحد في حالة سلسلة B، وعامين في حالة سلسلة A.

## روابط خارجية
- Royal Society Archive Visualization: 1665-2005

### الدوريات الحالية
- Proceedings of the Royal Society A
- Proceedings of the Royal Society B

### أرشيفات الدوريات
- جايستور ISSN 03650855 (1800–1843)
- جايستور ISSN 03701662 (1854–1905)
- جايستور ISSN 00804630 (Series A: 1905–1934)
- جايستور ISSN 09501193 (Series B: 1905–1934)
- جايستور ISSN 00804649 (Series B:1934–1990)